# スペシャリスト (1994年の映画)
『スペシャリスト』（The Specialist）は、1994年に公開されたシルヴェスター・スタローン主演のアメリカ映画。

## ストーリー
1984年、CIAの特殊工作員で爆発物スペシャリストのレイ・クイック大尉とネッド・トレント大佐は、南米のコカイン売人が乗った車を爆破する任務に就いていた。現場に車が現れると、売人と少女が車内にいた。レイは任務を中止するよう主張するが、ネッドは拒否し、少女は売人と爆死してしまう。人殺しを楽しむネッドに激怒したレイはネッドを殴り、上司に報告してCIAを辞職。
数年後、マイアミでフリーランスの爆破請負人をしていたレイは、メイ・マンローという女性から両親を殺した犯人を復讐のために爆殺してほしいと依頼を受ける。殺し屋ではないと1度は断ったレイだが、依頼を受ける。チャーリー、トマス・レオン、ストロングアームを爆殺したレイはマフィアに参謀役として雇われたネッドと再会。メイがハニートラップと知るもレイを愛して助ける。

## 登場人物
レイ・クイック
元CIAの工作員で爆発物のスペシャリスト。標的を抹殺することに躊躇はないが、たとえターゲットがその場にいても無関係な人間、特に女性や子供などを巻き込むことを嫌うといった良心はあり、そこには一線を引いている。
メイの依頼を受けるか躊躇していたが、やり取りをするうちに単独で復讐を始めたメイを助けるために依頼を受ける。
メイ・マンロー
レイも魅了されるほどの美声と美貌をもった女性。子供の頃に両親を殺害され、敵討ちをレイに依頼するが、躊躇するレイに業を煮やして単独で復讐を開始。
実は自分の復讐の為にネッドの復讐心を利用するために彼とも組んでおり、当初はレイを誘き出すように仕向けていた。どちらとも利用して復讐を果たそうとした。
ネッド・トレント
レイの上官。階級は大佐。爆弾による暗殺任務を生業としていたが、帰国後に告発を受けCIAを追われた。その後はレオンファミリーと組み、ファミリーを立て直してブレーン的立場になる。レイに復讐するためにトマスとメイを利用する。
トマス・レオン
ジョーの息子で、メイの両親を殺害した実行犯。割と短絡的であまり頭を使わないタイプで、ガタガタだったファミリーを立て直したネッドを疎ましく思っており、ネッドを重宝する父親にイライラしている。メイに惚れ込み自分の女にする。
ジョー・レオン
マフィアのボスでトマスの父親。メイの両親を殺害するように命じた張本人。独裁的だが、息子より実力のあるネッドを重宝するなど実力主義。警察の幹部とも繋がっており、レイを捕まえるためネッドを強引に捜査に引き入れる手引きをした。
チャーリー
トマスの仲間で売春宿の店長。
ストロングアーム
トマスの仲間でファミリーの金庫番。彼もまたメイの標的の1人。慎重な男で車のダミー爆弾に気付き、用心して駐車場の係員に運転させるなど用心深かった。

## キャスト
| 役名                 | 俳優                                 | 日本語吹替                                                     | 日本語吹替                                                        |
| 役名                 | 俳優                                 | ソフト版                                                       | テレビ朝日版                                                      |
| -------------------- | ------------------------------------ | -------------------------------------------------------------- | ----------------------------------------------------------------- |
| レイ・クイック       | シルヴェスター・スタローン           | 玄田哲章                                                       | 佐々木功                                                          |
| メイ・マンロー       | シャロン・ストーン                   | 小山茉美                                                       | 小山茉美                                                          |
| ネッド・トレント     | ジェームズ・ウッズ                   | 小川真司                                                       | 津嘉山正種                                                        |
| ジョー・レオン       | ロッド・スタイガー                   | 宝亀克寿                                                       | 大塚周夫                                                          |
| トマス・レオン       | エリック・ロバーツ                   | 江原正士                                                       | 山路和弘                                                          |
| チャーリー           | マリオ・エルネスト・サンチェス       | 水野龍司                                                       | 天田益男                                                          |
| ストロングアーム     | セルジオ・ドーレJr.                  | 福田信昭                                                       | 小山武宏                                                          |
| スタン・マンロー     | チェイス・ランドルフ                 | 小山武宏                                                       | 宝亀克寿                                                          |
| マニー               | ブレント・セクストン                 | 相沢正輝                                                       | 小島敏彦                                                          |
| 爆弾専門家           | アルフレッド・アルバレス・カルデロン | 長島雄一                                                       | 宝亀克寿                                                          |
| 本部長               | スティーヴ・ラウラーソン             | 小山武宏                                                       | 西村知道                                                          |
| その他               | N/A                                  | 安井邦彦 喜田あゆ美 朝倉佐知 篠原恵美 紗ゆり 金野恵子 大黒和広 | 石塚理恵 後藤哲夫 小野健一 斎藤周 小野美幸 紗ゆり 達依久子 南杏子 |
| 日本語版制作スタッフ |                                      |                                                                |                                                                   |
| 演出                 | 演出                                 | 蕨南勝之                                                       | 壺井正                                                            |
| 翻訳                 | 翻訳                                 | 中島多恵子                                                     | 平田勝茂                                                          |
| 録音・調整           | 録音・調整                           | 金谷和美 土屋雅紀                                              | 飯塚秀保 柴崎崇行                                                 |
| 効果                 | 効果                                 |                                                                | VOX                                                               |
| 音響制作             | 音響制作                             | 相原正之 中西真澄                                              |                                                                   |
| プロデューサー       | プロデューサー                       | 貴島久祐子                                                     | 松田佐栄子                                                        |
| 制作                 | 制作                                 | ワーナー・ホーム・ビデオ プロセンスタジオ                      | グロービジョン                                                    |
| 解説                 | 解説                                 | N/A                                                            | 淀川長治                                                          |
| 初回放送             | 初回放送                             | N/A                                                            | 1998年4月5日 『日曜洋画劇場』                                     |

※テレビ朝日版は2023年3月21日にWOWOWでカット部分を追加録音した「吹替補完版」が放送された。
- 字幕翻訳 - 菊地浩司

## 評価

### 興行収入
北米では10月7日に2522の劇場で公開され、10月7日-9日付の週末興行収入で14,317,765$を稼ぎ1位となった。スタローン主演作としてはクリフハンガーから3作連続での首位獲得である。また、90年代のスタローンの作品の中でクリフハンガーに次ぐ2番目のオープニング成績となった。最終的に北米では57,362,582$を稼いだ。これは90年代のスタローンの作品の中では3番目の成績である。
海外では113,000,000$を稼いだ。これは90年代のスタローンの作品の中で2番目の成績である。
世界興行収入では170,362,582$を稼いだ。

### 批評家の反応
批評家の反応	編集
Rotten Tomatoesでは27件のレビューで支持率は4%となった。またMetacriticでは7件のレビューで加重平均値は75/100となった。IMDbでは53,656件のレビューで5.5/10となった。